# Adalin
Ne doit pas être confondu avec ADALINE.
L'Adalin est une rivière de Roumanie, tributaire du Dragu et sous-affluent du Danube, par l'Almaș, la Someș et  la Tisza.